# Comuna Ciukva, Sambir
Ciukva (în ucraineană Чуква) este o comună în raionul Sambir, regiunea Liov, Ucraina, formată din satele Berejnîțea, Ciukva (reședința) și Mlîn.

## Demografie
Componența lingvistică a comunei Ciukva
     Ucraineană (97,7%)
     Alte limbi (0,62%)
Conform recensământului din 2001, majoritatea populației comunei Ciukva era vorbitoare de ucraineană (97,7%), existând în minoritate și vorbitori de polonă (1,67%).